# スプリット盤
スプリット盤（スプリットばん）は、2〜3組のアーティスト（ソロかグループかは問わない）の別々の音源を1枚に収めた音楽ディスクである。
ディスクがシングルかアルバムかにより、「スプリット・シングル」「スプリット・アルバム」などと呼ぶ。

## オムニバスとの違い
アルバムの場合、オムニバスが通常1組当たり1曲が基本的な構成なのに対し、少数のアーティスト/グループによる複数の楽曲を収録している点が異なる。
シングルの場合、オムニバス・シングルという概念はなく、1組当たり1曲の構成でもスプリット・シングルと呼ぶ。

## 特徴
この形態は、同じレーベルやレコード会社のアーティストを宣伝するために採用されるケースが多く、その意味での発売・発表目的はサンプラーに近い。典型的な形態として、古典的なアナログ・レコード時代に、A面に著名アーティストの楽曲群を収め、B面にその他のアーティストの楽曲群（A面側のアーティストの関連楽曲も含む）を収める、という例が多く見られた。
日本の場合、シングル盤では童謡やアニメ主題歌に使われることが多い。なお後者の場合、オープニングテーマとエンディングテーマを合わせて収録するケースがしばしば見られ、同時に両A面シングルとなることも多い。また前者の有名事例としては「およげ!たいやきくん/いっぽんでもニンジン」が挙げられる。